# Eugamandus cayamae
Eugamandus cayamae là một loài bọ cánh cứng trong họ Cerambycidae.